# Kat Coiro
Kat Coiro, nata Katherine Cunningham-Eves (Manhattan, 10 gennaio 1974), è una regista, attrice, sceneggiatrice  e produttrice cinematografica statunitense.

## Filmografia parziale

### Regista

#### Lungometraggi
- Così è la vita (Life Happens) (2011)
- And While We Were Here (2012)
- Una rete di bugie (A Case of You) (2013)
- Marry Me - Sposami (Marry Me) (2022)

#### Cortometraggi
- Kidnapping Caitlynn (2009)
- Departure Date (2012)
- Wig Shop (2016)

#### Serie TV
- Girlfriends' Guide to Divorce - un episodio (2017)
- Brooklyn Nine-Nine - un episodio (2017)
- The Mick - 5 episodi (2017-2018)
- Mozart in the Jungle - un episodio (2018)
- Sideswiped - 2 episodi (2018)
- C'è sempre il sole a Philadelphia (It's Always Sunny in Philadelphia) - 4 episodi (2018)
- Modern Family - un episodio (2018)
- Single Parents - 3 episodi (2018-2019)
- Amiche per la morte - Dead to Me (Dead to Me) - 2 episodi (2019)
- Florida Girls - 3 episodi (2019)
- Girls5eva - un episodio (2021)
- She Hulk: Attorney at Law - 6 episodi (2022)
- Matlock - serie TV (2024)

### Attrice

#### Cinema
- Slingshot, regia di Jay Alaimo (2005)
- The Beach Party at the Threshold of Hell, regia di Jonny Gillette e Kevin Wheatley (2006)
- Sublime, regia di Tony Krantz (2007)

#### Televisione
- Sentieri (The Guiding Light) - un episodio (2001)
- Una vita da vivere (One Life to Live) - un episodio (2003)
- Law & Order - Unità vittime speciali (Law & Order: Special Victims Unit) - un episodio (2003)
- Streghe (Charmed) - un episodio (2003)
- Law & Order: Criminal Intent (Judging Amy) - un episodio (2003)
- Giudice Amy (Judging Amy) - un episodio (2003)
- Veronica Mars - un episodio (2006)
- CSI: NY - un episodio (2008)
- Small Town News - film TV (2009)

### Sceneggiatrice
- Così è la vita (Life Happens) (2011)
- And While We Were Here (2012)
- Departure Date (2012) - cortometraggio
- Wig Shop (2016) - cortometraggio

### Produttrice
- Kidnapping Caitlynn (2009) - cortometraggio
- Glock (2009) - cortometraggio
- Così è la vita (Life Happens) (2011) - coproduttrice
- And While We Were Here (2012)
- Wig Shop (2016) - cortometraggio
- Richard Lovely (2019) - film TV; produttrice esecutiva
- She Hulk: Attorney at Law (2022) - serie TV, 9 episodi; produttrice esecutiva

## Vita privata
Dal 2003 è sposata con l'attore Rhys Coiro. La coppia ha tre figli.

## Doppiatrici italiane
Nelle versioni in italiano delle opere in cui ha recitato, Kat Coiro è stata doppiata da:
- Laura Facchin in Law & Order: Criminal Intent